# 11196 Механікос
11196 Механікос (11196 Michanikos) — астероїд головного поясу, відкритий 22 січня 1999 року.
Тіссеранів параметр щодо Юпітера — 3,337.
Назва від грец. Μηχανικός (інженер), як називали Герона Александрійського (10-75), відомого винахідника багатьох автоматичних пристроїв.